# Halohydrine

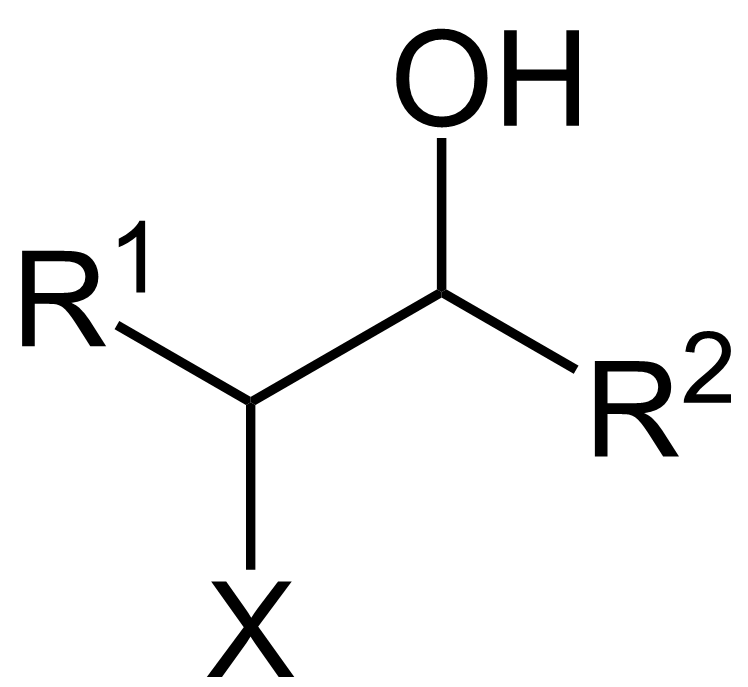
Allgemeine Struktur von Halohydrinen – X = I, Br, F, oder Cl

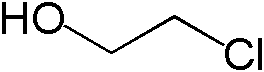
Struktur des Halohydrins 2-Chlorethanol

Halohydrine (auch Halogenhydrine) sind eine Substanzklasse organischer Verbindungen, die als funktionelle Gruppe an ein Kohlenstoff-Atom ein Halogen als Substituenten und an einem benachbarten Kohlenstoff-Atom eine Hydroxygruppe tragen. Halohydrine ist damit die historische Bezeichnung für systematisch als 2-Halogen-1-alkanole zu benennende aliphatische Verbindungen, die sich von 1,2-Glykolen durch Ersatz einer Hydroxygruppe durch ein Halogen ableiten. Die einfachsten Vertreter sind die 2-Haloethanole 2-Fluorethanol, 2-Chlorethanol, 2-Bromethanol und 2-Iodethanol.
Einige Quellen widersprechen jedoch dieser engen Definition, da einige Verbindungen ebenfalls als Halohydrin bezeichnet werden, aber das Halogen und die Hydroxygruppe nicht an benachbarten Kohlenstoffatomen tragen. Ein Beispiel ist die Verbindung 3-Chlor-1-propanol, die auch häufig Trimethylenchlorhydrin genannt wird. Die IUPAC zum Beispiel gibt als Definition für Halohydrine an: Ein traditioneller Begriff für Alkohole, die durch ein Halogenatom an einem gesättigten Kohlenstoffatom substituiert sind, das ansonsten nur Wasserstoff- oder Kohlenwasserstoffgruppen trägt (in der Regel werden damit β-Halogenalkohole bezeichnet).

## Gewinnung und Darstellung
Halohydrine werden in der Regel aus Olefinen durch Halogenierung in Anwesenheit von Wasser hergestellt. Meist werden dazu Hypohalogensäuren verwendet. Iodhydrine und Fluorhydrine können aus den entsprechenden Chlor- oder Bromverbindungen durch Einwirkung von anorganischen Iodiden und Fluoriden gewonnen werden. Als Halogenquelle dient hier häufig N-Bromsuccinimid (NBS) oder N-Chlorsuccinimid (NCS). Ein weiteres Verfahren ist die Umsetzung von Epoxiden mit Halogenwasserstoff-Säuren. Für Chlor als Halogen existiert der Spezialfall der Chlorhydrinierung als Darstellungsmethode.
In Anwesenheit einer Base entsteht das Halohydrin nur als Zwischenstufe und es findet eine intramolekulare Cyclisierung zum Epoxid statt. Dies ist die Umkehrung der Reaktion zur Darstellung von Halohydrinen aus Epoxiden mit Halogenwasserstoffsäuren.

## Eigenschaften
Für die 2-Halogenethanole gibt es neun mögliche Rotationskonformere, die sich vor allem durch die Werte der XCCO- und/oder CCOH-Diederwinkel unterscheiden.

## Verwendung

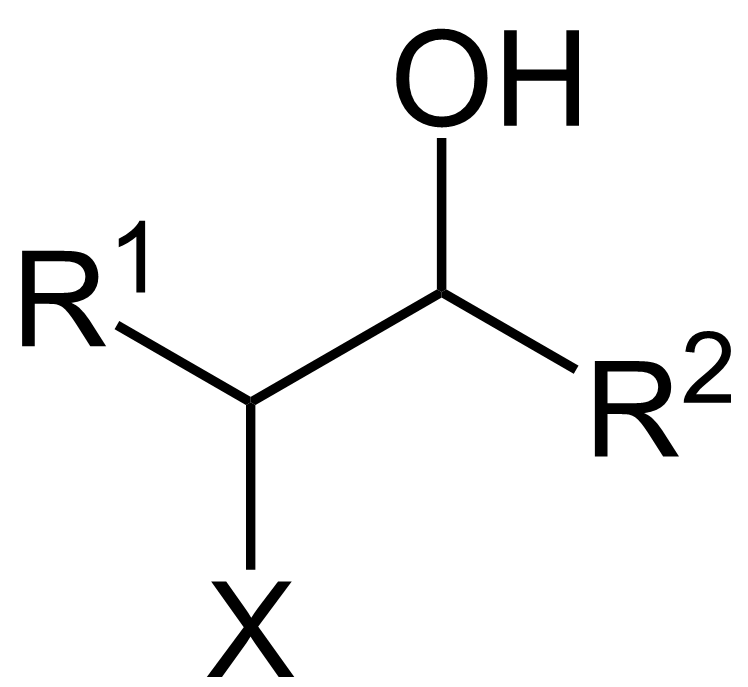
Allgemeine Struktur von Chlorhydrinen –X=Cl

trans-Halohydrine lassen sich durch intramolekulare nucleophile Substitution (SN2) in Gegenwart einer Base zu Epoxiden umsetzen.
Technische Bedeutung hat die Herstellung von Epichlorhydrin. Durch Chlorhydrinierung von Allylchlorid mit hypochloriger Säure werden 1,3-Dichlorpropan-2-ol und 2,3-Dichlorpropan-1-ol gewonnen:
Durch Umsetzen mit Natriumhydroxid entsteht racemisches Epichlorhydrin:
In gleicher Weise sind durch Chlorhydrinierung von Propen Propylenchlorhydrin (PCH) und Propylenoxid zugänglich.
Epoxidierungen in biologischen Systemen können durch Halohydrindehalogenasen katalysiert werden.
Mit Hydroxid als Nucleophil lassen sich Halohydrine in Glycole umsetzen. Von technischer Bedeutung ist diese Reaktion bei der Synthese von Glycerol aus Propen über 3-Chlor-1,2-propandiol, welche die Halohydrin-Hydrolyse im letzten Schritt nutzt.